# Бутурлин, Николай Николаевич
 Никола́й Никола́евич Бутурли́н  (20 ноября (2 декабря) 1838 — 9 (21) августа 1894) —  генерал-лейтенант русской императорской армии, обер-полицмейстер Варшавы.

## Биография
Родился 20 ноября (2 декабря) 1838 года. Происходил из дворян Московской губернии, воспитывался в доме родителей — Николая Александровича и Елизаветы Сергеевны Бутурлиных. На службу поступил 25 июня 1855 года юнкером в 4-й дивизион кавалергардского полка; 5 сентября 1856 года произведён в корнеты.
В 1858 году был секундантом у графа Коновницына и 18 января 1859 года уволен от службы, с переименованием в губернские секретари. Но уже 12 марта того же года был определён на службу в Нижегородский драгунский полк; в 1860 году назначен полковым адъютантом и участвовал в экспедиции полковника Левашова для уничтожения аулов между Афипсом и Хаблем; за отличие 14 декабря был произведён в штабс-капитаны. В 1861 году принимал участие в экспедиции против абадзехов; участвовал в экспедиции на реке Бжин и Этоко против хамышейцев; 2 ноября 1862 года был произведён в капитаны.
Был назначен 29 июня 1863 года адъютантом к командующему войсками Кубанской области; участвовал в экспедиции против шапсугов; 12 августа 1864 года произведен в майоры, с зачислением по армейской кавалерии; 4 декабря 1867 года произведён в подполковники, с переводом в Клястицкий гусарский полк.
В 1869 году назначен состоять в распоряжении командующего войсками Варшавского военного округа.
В 1871 году произведён в полковники, 9 января 1874 года — во флигель-адъютанты. В 1875 году был назначен помощником Варшавского обер-полицмейстера. В 1879 году произведён в генерал-майоры, с назначением в Свиту Его Величества и Варшавским обер-полицмейстером. В 1884 году уволен от должности обер-полицмейстера.
В 1892 году произведён в генерал-лейтенанты; 10 мая 1893 года уволен в отставку, с мундиром и пенсией.
Скончался 9 (21) августа 1894 года и погребён в Сергиевской пустыни.

## Брак и дети
Был женат на фрейлине Ольге Михайловне Пашковой (1843—16.10.1908), дочери кавалергарда М. В. Пашкова, начальнице Павловского института. Детей не было.

## Награды
российские:
- орден Св. Станислава 3-й ст. с мечами и бантом (1863)
- орден Св. Анны 3-й ст. с мечами и бантом (1864)
- орден Св. Станислава 2-й ст. с мечами (1865)
- орден Св. Анны 2-й ст. (1876)
- орден Св. Станислава 1-й ст. (1881)

иностранные:
- прусский орден Короны 4-й ст. (1863)
- австрийский орден Железной короны 2-й ст. (1873)
- персидский орден Льва и Солнца 2-й ст. (1878)
- австрийский орден Франца-Иосифа, большой крест (1880)
- сербский орден Такова 2-й ст. (1881)
- черногорский орден Князя Даниила I 1-й ст. (1883)
- испанский орден Карлоса III, командорский крест (1883)
- японский орден Восходящего солнца 2-й ст. (1883)
- болгарский орден «Святой Александр» 1-й ст. (1884)
- французский орден Почётного легиона, командорский крест (1884)